# Justin Frankel
Justin Frankel (nascut a Sedona, Arizona el 1978) és un dels programadors responsables del programa d'ordinador Winamp. Se l'associa també amb Tom Pepper i Gnutella. Frankel abandonà els seus estudis a la Universitat de Utah per formar l'empresa de programari Nullsoft el 1998. Aquesta empresa va ser adquirida per AOL el 1999 per 86 milions de dòlars. Frankel amenaçà de renunciar el 2 de juny de 2003, després que AOL retirà el programa Waste del lloc web de Nullsoft.